# Typy okrętów podwodnych United States Navy

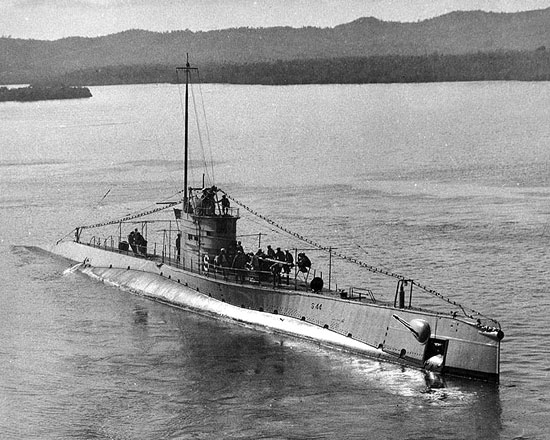
USS S-44 (SS-155) typu S-42

Typy okrętów podwodnych United States Navy – okręty podwodne jednego typu pozostające oficjalnie w służbie United States Navy; jeden lub więcej okrętów uznawanych za jedną grupę z powodu wspólnej konstrukcji (projektu), charakterystyk technicznych lub właściwości, które wyposażone są identycznie bądź niemal identycznie.  
W tabelach zestawiono wszystkie typy amerykańskich okrętów podwodnych, nie obejmuje jednak wszystkich konstrukcji okrętów tej klasy zaprojektowanych i wybudowanych w Stanach Zjednoczonych, lecz jedynie te konstrukcje, których egzemplarze zostały oficjalnie przyjęte do służby w United States Navy. Lista nie obejmuje wielu typów amerykańskich okrętów podwodnych, które zostały zwodowane przed XX wiekiem (jak "Turtle", czy "Argonaut II") i nigdy nie służyły w US Navy oraz dużej liczby konstrukcji opracowanych i wybudowanych w Stanach Zjednoczonych specjalnie dla odbiorców zagranicznych, jak peruwiańskie jednostki typu Lobo, czy też wybudowanych na licencji w Hiszpanii, według amerykańskiego projektu, okrętów hiszpańskiego typu C.

## Legenda
Od zakończenia drugiej wojny światowej okręty wszelkich klas budowane są w Stanach Zjednoczonych zazwyczaj według jednego planu, określanego za pomocą symboli "SCB" z odpowiednią narastającą numeracją (SCB-xxx), gdzie SCB stanowi akronim "Ship Characteristics Board". Sam Ship Characteristics Board, jest ciałem amerykańskiej floty ustalającym wstępne wymagania techniczne i operacyjne dla każdego nowego typu jednostek, oceniającym i akceptującym też każdy projekt wstępny nowego typu okrętów. Do zakończenia tej wojny jednak, projekty nowych okrętów nie były oznaczane według urzędowej systematyki, lecz nosiły oznaczenia przyznane im przez projektujące je stocznie, gdzie początkowe litery oznaczały:
- EB – Electric Boat
- Lake – Lake Torpedo Boat pod kierunkiem Simone'a Lake'a
- PNY – Portsmouth Naval Shipyard, państwowa stocznia marynarki, często - w projektach oznaczonych jako GOVT (government - rząd) - projektująca okręty wraz z będącym w strukturach floty Bureau of Construction and Repair
- Laurenti – projekt Cesare Laurentiego

Mniejsze zmiany ulepszające są wprowadzane do późniejszych okrętów tego samego typu przez co okręty wewnątrz jednego typu mogą się w pewnym stopniu różnić. Zmiany konstrukcyjne wprowadzane były także w okresie służby jednostek każdego typu. Wszystkie jednak jednostki danego typu są do siebie konstrukcyjnie zbliżone.
Czasami typ składa się tylko z jednego okrętu, zazwyczaj zbudowanego do celów eksperymentalnych, bądź oceny sprawności operacyjnej nowej konstrukcji, przed skierowaniem jej do produkcji seryjnej. Przykładem jest USS "Albacore" (AGSS-569), który został zbudowany w celu badań nad nowym kształtem kadłuba, bądź USS "Glenard P. Lipscomb" (SSN-685), z którego seryjnej budowy zrezygnowano na rzecz jednostek typu Los Angeles. W takich przypadkach, nazwa typu nie jest odnośnikiem do dedykowanego temu typowi artykułu - podstawowe informacje na temat tej konstrukcji zostały zawarte w artykule poświęconym okrętowi prototypowemu, będącemu jedynym przedstawicielem swojego typu.
Wyjaśnienie nagłówków kolumn w tabelach:
TypOficjalna nazwa typu
Numery kadłubaNumery kadłubów (hull numbers) wybudowanych jednostek
ProjektOznaczenie projektów nadane przez stocznię bądź w późniejszym okresie Ship Characteristics Board
PrototypNazwa jednostki wiodącej typu - okrętu prototypowego
OkrętyCałkowita liczba wybudowanych (ukończonych) okrętów
WodowanieRok bądź okres w jakim były wodowane jednostki danego typu w ujęciu rocznym
SłużbaLata służby jednostek danego typu, od wejścia do służby pierwszego okrętu do oficjalnego wycofania ze służby ostatniej jednostki
WypornośćWyporność w formacie wyporność nawodna/wyporność podwodna określona w długich tonach (tonach standardowych). Jeśli wskazano tylko jedną wyporność, oznacza to wyporność nawodną.
DługośćCałkowita długość jednostki określona w metrach
PrędkośćPrędkość maksymalna w formacie prędkość nawodna / prędkość podwodna określona w węzłach
WyrzutnieLiczba wyrzutni torpedowych w formacie dziób / rufa x wskazany w milimetrach kaliber
DziałaLiczba dział jednostek w formacie liczba x kaliber określony w milimetrach. Całkowity brak odpowiedniej kolumny oznacza brak dział
SLBMLiczba wyrzutni pocisków balistycznych SLBM (Submarine-launched Ballistic Missile). Brak odpowiedniej kolumny oznacza brak wyrzutni tego rodzaju pocisków
ZałogaStandardowa liczba wszystkich członków załogi, oficerów oraz marynarzy
GłębokośćTestowa (konstrukcyjna) głębokość zanurzenia (ang. test depth) stosowana w marynarce amerykańskiej, oznacza maksymalną głębokość w pełni bezpiecznego zanurzenia, gwarantowaną przez producenta okrętu na podstawie obliczeń matematycznych dokonanych przy projektowaniu. Rzeczywistą maksymalną głębokość zanurzenia określa iloczyn zanurzenia testowego i marginesu bezpieczeństwa, uwzględnianego przy projektowaniu okrętu i wynoszącego 1,5 do zakończenia II wojny światowej i 1,7 w okresie późniejszym. Iloczyn ten wyznacza teoretyczną głębokość zgniecenia (zmiażdżenia kadłuba) przez ciśnienie otaczającej kadłub wody (ang. crash depth), na i powyżej której zgniecenie kadłuba powinno być oczekiwane.

## Okręty podwodne ery Holland-Lake
W drugiej połowie XIX i na początku XX wieku, dominującą pozycję w amerykańskim przemyśle okrętowym budującym okręty podwodne, uzyskały konkurencyjne względem siebie przedsiębiorstwa założone przez dwóch amerykańskich i światowych pionierów budowy okrętów podwodnych: Johna Hollanda oraz Simona Lake'a. Założona przez Johna Hollanda 'Holland Torpedo Boat Company' wkrótce przekształciła się w funkcjonującą do dziś stocznię okrętów podwodnych Electric Boat, 'Lake Torpedo Boat Company' Simona Lake'a nie wytrzymała zaś konkurencji z przedsiębiorstwem Hollanda, i zbankrutowała po kilkudziesięciu latach ostrej walki rynkowej. Obie jednak stocznie stworzyły podwaliny pod współczesny amerykański przemysł okrętów podwodnych.
Wczesne amerykańskie okręty podwodne były oryginalnie określane nazwami; praktyka ta uległa - jak się później okazało, czasowej - zmianie w 1911 roku, kiedy jednostki zostały przemianowane na oznaczenia alfanumeryczne.
| Typ     | Numery kadłuba             | Projekt  | Prototyp | Okręty | Wodowanie | Służba    | Wyporność | Długość | Prędkość  | Wyrzutnie | Działa       | Załoga | Głębokość |
| ------- | -------------------------- | -------- | -------- | ------ | --------- | --------- | --------- | ------- | --------- | --------- | ------------ | ------ | --------- |
| Holland | SS-1                       | EB6      | Holland  | 1      | 1898      | 1900-1910 | 64        | 19      | 8/5       | 1 × 457   | 2 dynamitowe | 7      | 30        |
| A       | SS-2 do 8                  | EB7      | A-1      | 7      | 1901-1903 | 1904-1921 | 107       | 20      | 8/7       | 1 × 457   | brak         | 7      | 45        |
| C       | SS-9, SS-13 do 16          | EB17     | C-1      | 5      | 1906-1907 | 1908–1919 | 238       | 32,11   | 10,5/9    | 2 × 457   | brak         | 15     | 60        |
| B       | SS-10 do 12                | EB16A    | B-1      | 3      | 1906-1907 | 1907–1921 | 145       | 25,15   | 9/8       | 2 × 457   | brak         | 10     | 45        |
| D       | SS-17 do 19                | EB12A    | D-1      | 3      | 1909-1910 | 1909-1922 | 288       | 41,10   | 13/9,5    | 4 × 457   | brak         | 15     | 60        |
| G-1     | SS-20                      | Lake     | G-1      | 1      | 1911      | 1920      | 288       | 49      | 13/10     | 4 × 457   | brak         | 15     | 60        |
| F       | SS-20 do 23                | EB20B    | F-1      | 4      | 1911-1912 | 1912-1922 | 330       | 43,58   | 13,5/11,5 | 4 × 457   | brak         | 22     | 60        |
| E       | SS-24 do 25                | n/a      | E-1      | 2      | 1911      | 1912-1921 | 292       | 41,22   | 13,5/11,5 | 4 × 457   | brak         | 20     | 60        |
| G-4     | SS-26                      | Laurenti | G-4      | 1      | 1912      | 1914-1919 | 365       | 48      | 14/9,5    | 4 × 457   | brak         | 24     | 60        |
| G-2     | SS-27, SS-31               | Lake     | G-2      | 2      | 1912-1913 | 1913-1921 | 304       | 49      | 14/10     | 4/6 × 457 | brak         | 25     | 60        |
| H       | SS-28 do 30, SS-147 do 152 | EB26     | H-1      | 9      | 1913-1918 | 1913–1922 | 364       | 45,82   | 14/10,5   | 4 × 457   | brak         | 25     | 60        |
| K       | SS-32 do 39                | EB30B    | K-1      | 8      | 1913-1914 | 1914-1923 | 398       | 46,81   | 14/10,5   | 4 × 457   | brak         | 28     | 60        |
| L-1     | SS-40 do 43 SS-49 do 51    | EB37G    | L-1      | 7      | 1915-1916 | 1916-1930 | 457       | 51,03   | 14/10,5   | 4 × 457   | 1 × 76       | 28     | 60        |
| L-5     | SS-44 do 46 i SS-48        | Lake     | L-5      | 4      | 1916-1917 | 1916-1925 | 463       | 50,29   | 14/10,5   | 4 × 457   | 1 × 76       | 28     | 60        |
| M       | SS-47                      | EB39E    | M-1      | 1      | 1915      | 1918-1922 | 496       | 59,82   | 14/10,5   | 4 × 457   | 1 × 76       | 28     | 60        |
| AA      | SS-52, SS-60 do 61         | EB63A    | T-1      | 3      | 1918-1919 | 1920-1930 | 1124,76   | 82      | 20/10,5   | 6 × 457   | 2 × 76       | 38     | 45        |
| N       | SS-53 do 59                | EB61B    | N-1      | 7      | 1916-1917 | 1917–1926 | 345       | 44,88   | 13/11     | 4 × 457   | brak         | 25     | 60        |
| O-1     | SS-62 do 71                | EB68A    | O-1      | 10     | 1917-1918 | 1918-1945 | 529       | 52,50   | 14/10,5   | 4 × 457   | 1 × 76       | 29     | 60        |
| O-11    | SS-72 do 77                |          | O-11     | 6      | 1917-1918 | 1918-1924 | 499       | 53      | 14/10,5   | 4 × 457   | 1 × 76       | 29     | 60        |
| R-1     | SS-78 do 97                | EB77A    | R-1      | 20     | 1917-1918 | 1918-1946 | 538,50    | 56,74   | 13,5/10,5 | 4 × 457   | 1 × 76       | 29     | 60        |
| R-21    | SS-98 do 104               | Lake     | R-21     | 7      | 1918-1919 | 1919-1930 | 518       | 53      | 14/10,5   | 4 × 457   | 1 × 76       | 29     | 60        |

## Okres międzywojenny
| Typ       | Numery kadłuba     | Projekt | Prototyp | Okręty | Wodowanie | Służba | Wyporność | Długość | Prędkość | Wyrzutnie | Działa | Załoga | Głębokość |
| --------- | ------------------ | --- | --- | --- | --- | --- | --- | --- | --- | --- | --- | --- | --- |
| SS-1      | SS-105, 123 do 146 | EB73A | S-1 | 25 | 1918-1921 | 1920-1945 | 800/1062 | 66 | 14,5/11 | 4/0 × 533 | 1 × 101 | 38 | 60 |
| S-2       | SS-106             | Lake | S-2 | 1 | 1919 | 1920-1929 | 800/977 | 63 | 15/11 | 4/0 × 533 | 1 × 101 | 38 | 60 |
| S-3       | SS-107, 109 do 122 | US Navy / PNY | S-3 | 15 | 1918-1920 | 1919-1945 | 875/1088 | 71 | 15 /11 | 4/0 × 533 | 1 × 101 | 38 | 60 |
| Neff      | SS-108             | Planowana lecz niezbudowana jednostka z system napędowym "Neff" wykorzystującym silniki Diesla zarówno do napędu na powierzchni jak i w zanurzeniu. | Planowana lecz niezbudowana jednostka z system napędowym "Neff" wykorzystującym silniki Diesla zarówno do napędu na powierzchni jak i w zanurzeniu. | Planowana lecz niezbudowana jednostka z system napędowym "Neff" wykorzystującym silniki Diesla zarówno do napędu na powierzchni jak i w zanurzeniu. | Planowana lecz niezbudowana jednostka z system napędowym "Neff" wykorzystującym silniki Diesla zarówno do napędu na powierzchni jak i w zanurzeniu. | Planowana lecz niezbudowana jednostka z system napędowym "Neff" wykorzystującym silniki Diesla zarówno do napędu na powierzchni jak i w zanurzeniu. | Planowana lecz niezbudowana jednostka z system napędowym "Neff" wykorzystującym silniki Diesla zarówno do napędu na powierzchni jak i w zanurzeniu. | Planowana lecz niezbudowana jednostka z system napędowym "Neff" wykorzystującym silniki Diesla zarówno do napędu na powierzchni jak i w zanurzeniu. | Planowana lecz niezbudowana jednostka z system napędowym "Neff" wykorzystującym silniki Diesla zarówno do napędu na powierzchni jak i w zanurzeniu. | Planowana lecz niezbudowana jednostka z system napędowym "Neff" wykorzystującym silniki Diesla zarówno do napędu na powierzchni jak i w zanurzeniu. | Planowana lecz niezbudowana jednostka z system napędowym "Neff" wykorzystującym silniki Diesla zarówno do napędu na powierzchni jak i w zanurzeniu. | Planowana lecz niezbudowana jednostka z system napędowym "Neff" wykorzystującym silniki Diesla zarówno do napędu na powierzchni jak i w zanurzeniu. | Planowana lecz niezbudowana jednostka z system napędowym "Neff" wykorzystującym silniki Diesla zarówno do napędu na powierzchni jak i w zanurzeniu. |
| S-42      | SS-153 do 158      | EB73F | S-42 | 6 | 1923/1924 | 1924-1945 | 850/1126 | 68,66 | 14,5/11 | 4/1 × 533 | 1 × 101 | 38 | 60 |
| S-48      | SS-159 do 162      | US Navy / PNY | S-48 | 4 | 1921 | 1922-1945 | 903/1230 | 81 | 14,5/11 | 4/1 × 533 | 1 × 101 | 38 | 60 |
| Barracuda | SS-163 do 165      | PNY | Barracuda | 3 | 1924-1925 | 1924-1945 | 2153/2546 | 104 | 21/8 | 4/2 × 533 | 1 × 127 | 56 | 60 |
| Argonaut  | SS-166             | PNY | Argonaut | 1 | 1927 | 1943 | 2878/4045 | 116,1 | 15/8 | 4/0 × 533 | 2 × 152 | 88 | 91 |
| Narwhal   | SS-167 do 168      | GOVT | Narwhal | 2 | 1929-1930 | 1930-1945 | 2700/3900 | 113 | 17/8 | 4/2 × 533 | 2 × 152 | 88 | 91 |
| Dolphin   | SS-169             | US Navy | Dolphin | 1 | 1932 | 1932-1945 | 1585/2250 | 97 | 17/8 | 4/2 × 533 | 1 × 101 | 57 | 76 |
| Cachalot  | SS-170 do 171      | PNY/EB-165A | Cachalot | 2 | 1933 | 1933-1945 | 1128/1686 | 82 | 17/8 | 4/2 × 533 | 1 × 76 | 43 | 76 |

### Fleet submarines
Przedwojenne plany amerykańskie zakładały wykorzystanie okrętów podwodnych przede wszystkim do celów rozpoznania przed ciężkimi okrętami floty, w ramach którego miały raportować o ruchach floty przeciwnika i spowalniać ją za pomocą ataków torpedowych. Zrodziło to potrzebę budowy dużych okrętów oceanicznych, zdolnych do rozwijania prędkości nawodnych umożliwiających dotrzymanie kroku dużym jednostkom nawodnym floty, którym miały towarzyszyć. To wymaganie zrodziło powstanie projektów "okrętów podwodnych floty" - fleet submarines. Druga wojna światowa zmieniła plany wykorzystania okrętów podwodnych przez amerykańską marynarkę, jednostki tej klasy działały bowiem głównie samodzielnie, budowane jednak podczas wojny jednostki wciąż określane były mianem 'okrętów floty'.
| Typ      | Numery kadłuba              | Projekt | Prototyp | Okręty | Wodowanie | Służba    | Wyporność | Długość | Prędkość | Wyrzutnie | Działa        | Załoga | Głębokość |
| -------- | --------------------------- | ------- | -------- | ------ | --------- | --------- | --------- | ------- | -------- | --------- | ------------- | ------ | --------- |
| Porpoise | SS-172 do 181               |         | Porpoise | 10     | 1935-1937 | 1935-1945 | 1330/1965 | 86,26   | 17/8     | 4/2 × 533 | 1 × 76        | 56     | 76        |
| Salmon   | SS-182 do 187               | EB209A  | Salmon   | 6      | 1937-1938 | 1937–1946 | 1458/2233 | 94      | 21/9     | 4/4 × 533 | 1 × 101       | 70     | 76        |
| Sargo    | SS-188 do 197               | EB212C  | Sargo    | 10     | 1938-1939 | 1939–1946 | 1450/2350 | 94,64   | 21/8,75  | 4/4 × 533 | 1 × 101       | 70     | 76        |
| Tambor   | SS-198 do 203 SS-206 do 211 | EB230A  | Tambor   | 12     | 1939-1941 | 1940–1946 | 1499/2410 | 93,62   | 20/9     | 6/4 × 533 | 1 × 76        | 79     | 76        |
| Mackerel | SS-204 do 205               | EB231A  | Mackerel | 2      | 1940-1941 | 1941-1945 | 838/1209  | 74,1    | 16/11    | 4/2 × 533 | 1 × 76        | 42     | 76        |
| Gato     | SS-212 do 284               | b/d     | Gato     | 73     | 1941-1943 | 1943–1969 | 1550/2460 | 95      | 20,25/10 | 6/4 × 533 | 1 x 76/101 mm | 80     | 91        |
| Balao    | SS-285 do 416               | GOVT    | Balao    | 122    | 1942-1947 | 1943–1975 | 1550/2460 | 95      | 20,25/10 | 6/4 × 533 | 1 x 76/101 mm | 80     | 122       |
| Tench    | SS-417 do 550               | GOVT    | Tench    | 31     | 1944-1946 | 1944–1975 | 1595/2455 | 95      | 20,25/10 | 6/4 × 533 | 1 × 127       | 81     | 122       |

## Powojenne typy okrętów podwodnych
Na powojenne amerykańskie konstrukcje okrętów podwodnych, w znacznej mierze wpłynęły doświadczenia wojen podwodnych oraz działań ZOP na obu największych oceanach, jak też osiągnięcia konstruktorów niemieckich, zwłaszcza w konstrukcji okrętów podwodnych typu XXI oraz rozpoczynająca się zimna wojna ze Związkiem Radzieckim. Zrodziło to przede wszystkim wymagania uzyskania możliwości długiego pływania w zanurzeniu oraz możliwości pływania pod wodą z prędkościami większymi niż na powierzchni. W konsekwencji, okręty podwodne dostosowane dotąd hydro dynamicznie do pływania nawodnego, zaczęły zmieniać swój kształt w celu optymalizacji hydrodynamiki pływania podwodnego. Nowe technologie w zakresie produkcji oraz obróbki stali oraz konstrukcji struktury okrętów natomiast, umożliwiły wzrost możliwych do osiągnięcia przez okręty głębokości zanurzenia.
| Typ      | Numery kadłuba | Projekt | Prototyp | Okręty | Wodowanie | Służba    | Wyporność | Długość | Prędkość  | Wyrzutnie | Działa | Załoga | Głębokość |
| -------- | -------------- | ------- | -------- | ------ | --------- | --------- | --------- | ------- | --------- | --------- | ------ | ------ | --------- |
| K1       | SSK 1 do 3     | SCB-35  | K-1      | 3      | 1951      | 1951-1974 | 777/1179  | 60      | 13/10     | 2/2 × 533 | brak   | 48     | 120       |
| T-1      | SST 1 do 2     | SCB-68  | Mackerel | 2      | 1953      | 1953–1973 | 308/353   | 40      | 10/10     | 1/0 × 533 | brak   | 14     | 68,5      |
| Dolphin  | AGSS-555       | SCB-207 | Dolphin  | 1      | 1968      | 1968-2006 | 875/945   | 50      | 10/10+    | 1/0 zewn. | brak   | 31     | b/d       |
| Tang     | SS-563 do 568  | SCB--2  | Tang     | 6      | 1951-1952 | 1951–1983 | 1642/2134 | 82      | 15,5/18,3 | 6/2 × 533 | brak   | 83     | 215       |
| Albacore | AGSS-569       | SCB--65 | Albacore | 1      | 1953      | 1972      | 1424/1782 | 62      | 25/33     | brak      | brak   | 40     | 185       |
| Sailfish | SSR-572 do 573 | b/d     | Sailfish | 2      | 1955-1956 | 1956–1978 | 2063/2371 | 110     | 20,5/10   | 6/0 × 533 | brak   | 95     | b/d       |
| Darter   | SS-576         | SCB-116 | Darter   | 1      | 1956      | 1956-1989 | 1650/2410 | 86      | 17/20+    | 6/2 × 533 | brak   | 85     | 215       |
| Barbel   | SS-580 do 582  | SCB-150 | Barbel   | 3      | 1958-1959 | 1959–1990 | 2180/2679 | 67      | 14/18,5   | 6/0 × 533 | brak   | 75     | 215       |
| X-1      | –              | b/d     | X-1      | 1      | 1955      | 1955-1973 | 32/37     | 15      | 15/12     | brak      | brak   | 4      | b/d       |

## Era jądrowa
Początki amerykańskich prac nad napędem jądrowym dla okrętów datowane są na 1939 rok, jednak pełne zaangażowanie Stanów Zjednoczonych w ten program badawczy, nastąpiło dopiero po zakończeniu II wojny światowej. Program ten doprowadził do zwodowania pierwszego okrętu z siłownią nuklearną USS "Nautilus" (SSN-571). W konsekwencji, w 1956 roku, ówczesny szef operacji morskich (CNO) Arleigh Burke podjął decyzje o całkowitym zaprzestaniu budowy nowych jednostek z napędem spalinowym, które ustąpiły miejsca kolejnym typom jednostek nuklearnych.
| Typ      | Numery kadłuba             | Projekt | Prototyp | Okręty | Wodowanie | Służba    | Wyporność | Długość | Prędkość | Wyrzutnie | Załoga | Głębokość |
| -------- | -------------------------- | ------- | -------- | ------ | --------- | --------- | --------- | ------- | -------- | --------- | ------ | --------- |
| Nautilus | SSN-571                    | SB-64   | Nautilus | 1      | 1954      | 1954-1980 | 3533/4092 | 97,40   | 22/23,2  | 6/0 × 533 | 110    | 215       |
| Seawolf  | SSN-575                    | SCB-64A | Seawolf  | 1      | 1955      | 1957-1987 | 3778/4356 | 103     | 19/20+   | 6/0 × 533 | 105    | 215       |
| Skate    | SSN-578 do 579, 583 do 584 | SCB-121 | Skate    | 4      | 1957-1958 | 1957-1989 | 2555/2850 | 81      | 15,5/20  | 6/2 × 533 | 95     | 215       |
| Skipjack | SSN-585, 588 do 592        | SCB-154 | Skipjack | 6      | 1958-1960 | 1959−1991 | 3070/3500 | 76,83   | 15/33    | 6/0 × 533 | 95     | 215       |
| Triton   | SSRN-586                   | SCB-132 | Triton   | 1      | 1958      | 1959-1969 | 2950/7780 | 136     | 27/20+   | 4/0 × 533 | 172    | 215       |

### Strategiczne okręty rakietowe
| Typ               | Numery kadłuba                     | Projekt  | Prototyp          | Okręty | Wodowanie | Służba    | Wyporność   | Długość | Prędkość | SLBM | Załoga | Głębokość |
| ----------------- | ---------------------------------- | -------- | ----------------- | ------ | --------- | --------- | ----------- | ------- | -------- | ---- | ------ | --------- |
| George Washington | SSBN-598 do 602                    | SCB-180A | George Washington | 5      | 1959-1960 | 1959-1985 | 5900/6700   | 116     | 16,5/22  | 16   | 135    | 215       |
| Ethan Allen       | SSBN-608 do 611, 618               | SCB-180  | Ethan Allen       | 5      | 1960-1962 | 1961–1985 | 6900/7900   | 125     | 16/21    | 16   | 135    | 400       |
| Lafayette         | SSBN-616, 617, 619 620, 622 do 636 | SCB-216  | Lafayette         | 19     | 1962-1964 | 1963–1994 | 7250/8250   | 130     | 16/21    | 16   | 135    | 400       |
| Benjamin Franklin | SSBN-640 do 645 654 do 659         | SCB-216A | Benjamin Franklin | 12     | 1964-1966 | 1965-2002 | 7250/8250   | 130     | 16/21    | 16   | 135    | 400       |
| Ohio              | SSBN-726 do 743                    | SCB-304  | Ohio              | 18     | 1979-1996 | 1981~     | 16700/18700 | 170     | 18/~25   | 24   | 153    | b/d       |

### Okręty myśliwskie i wielozadaniowe
| Typ                  | Numery kadłuba                                                | Projekt                                       | Prototyp            | Okręty | Wodowanie | Służba    | Wyporność | Długość | Prędkość        | Wyrzutnie | Załoga | Głębokość |
| -------------------- | ------------------------------------------------------------- | --------------------------------------------- | ------------------- | ------ | --------- | --------- | --------- | ------- | --------------- | --------- | ------ | --------- |
| Thresher (Permit)    | SSN-593 do 596 603 do 607, 612, 621                           | SCB-188                                       | Thresher            | 11     | 1960-1966 | 1961–1996 | 3750/4310 | 84,7    | 15/27-30        | 4 × 533   | 120    | 400       |
| Zmodyfikowany Permit | SSN-613 do 615                                                | SCB-188                                       | Flasher             | 3      | 1963-1964 | 1966-1966 | 3800/4600 | 89      | 15/27-30        | 4 × 533   | 120    | 400       |
| Tullibe              | SSN-597                                                       | SCB-178                                       | Tullibee            | 1      | 1960      | 1960-1988 | 2317/2640 | 83,16   | 15/15+          | 4 × 533   | 52     | 215       |
| Sturgeon             | SSN-637 do 639 646 do 653, 660 do 670, 672 do 684, 686 do 687 | SSN 637-664: SCB-188A SSN 665-687: SCB-300.65 | Sturgeon            | 37     | 1966-1974 | 1967-2004 | 3640/4650 | 89      | ~20/~30         | 4 × 533   | 120    | 400       |
| Narwhal              | SSN-671                                                       | SCB-245                                       | Narwhal             | 1      | 1966      | 1969-1999 | 4450/5350 | 95,7    | ~25/~30         | 4 × 533   | 120    | 400       |
| Glenard P. Lipscomb  | SSN-686                                                       | SCB-302                                       | Glenard P. Lipscomb | 1      | 1973      | 1974-1990 | 5813/6480 | 111     | 18/~25          | 4 × 533   | 120    | 400       |
| Los Angeles          | SSN-688 do 725 SCB-750 do 773                                 | SCB-303                                       | Los Angeles         | 62     | 1974-1984 | 1972~     | 6000/6900 | 110     | 25/33+          | 4 c 533   | 132    | 290       |
| Seawolf              | SSN-21 do 23                                                  | –                                             | Seawolf             | 3      | 1995-2004 | 1997~     | 8600/9138 | 107,6   | 20/35           | 8 × 670   | 134    | 610       |
| Virginia             | SSN-774 do 790                                                | –                                             | Virginia            | 9 + 21 | 2003~     | 2004~     | 6900/7835 | 111,94  | >25/brak danych | 4 × 533   | 134    | 610 (?)   |